# Beaux jeunes esprits
 (mars 2023).
Beautiful Young Minds est un documentaire présenté pour la première fois au Festival BRITDOC le 26 juillet 2007, et diffusé pour la première fois sur BBC 2 le 14 octobre 2007. Le documentaire suit le processus de sélection et la formation de l'équipe britannique pour participer à l'Olympiade internationale de mathématiques (IMO) de 2006, ainsi que l'événement réel en Slovénie. Beaucoup de jeunes mathématiciens présentés dans le film souffraient d'une forme d'autisme, que le documentaire relie à la capacité mathématique. En effet, l’autisme est un trouble envahissant du développement (TED) qui apparaît dans l’enfance et gêne l’individu dans ses interactions sociales, ce qui tend à l’isoler. Mais une minorité d'autistes sont capables de résoudre des problèmes bien au-delà des compétences moyennes. Souvent, ces aptitudes sont liées aux mathématiques. Cela pourrait être dû à une réorganisation très particulière du cerveau, selon une étude américaine parue en 2013. Les jeunes autistes ont obtenu de meilleures performances que les autres. D'après les entretiens qu'ils ont pu avoir avec les auteurs, ils ont expliqué leurs méthodes de calcul. Bien plus souvent, ils avaient recours à des stratégies de décomposition, contrairement à leurs homologues qui utilisaient davantage leur mémoire.  
L'équipe britannique de 2006 remporte de nombreuses médailles à l'OMI, dont quatre d'argent et une de bronze.  
Ce documentaire a été réalisé par Morgan Matthews, édité par Joby Gee et mis en musique par Sam Hooper. Il a également été projeté au Bath Film Festival en octobre 2007. Le documentaire a inspiré le film X+Y de 2014, également réalisé par Morgan Matthews, basé sur le participant de l'OMI Daniel Lightwing,,,,,. 

## Prix
| Année | Décerner                                        | Catégorie                                                   | Résultat |
| ----- | ----------------------------------------------- | ----------------------------------------------------------- | -------- |
| 2007  | Prix Europe                                     | Documentaire télévisé                                       | Nommé    |
| 2008  | Prix de la télévision de l'Académie britannique | Meilleur documentaire unique                                | Nommé    |
| 2008  | Prix de l'artisanat et du design RTS            | Meilleur montage de bande et de film : documentaire/factuel | Nommé    |
| 2008  | Prix de la télévision RTS                       | Meilleur documentaire d'observation                         | Nommé    |